# 怒江反坝运动
怒江反坝运动是反对怒江建设大坝的运动，亦俗称“怒江保卫战”。

## 背景
怒江流经西藏、云南，流入缅甸。2003年7月，“三江并流”被联合国教科文组织列入世界自然遗产，怒江是三江之一。
反建设大坝运动是一种保育運動。中国的反坝运动，可追溯到对长江三峡水利枢纽工程的反对。

## 历史
1999年，中华人民共和国国家发展和改革委员会（以下简称国家发改委）“根据我国的能源现状，根据有关人大代表的呼吁，决定用合乎程序的办法对怒江进行开发”。2003年3月14日，华电集团与云南省政府签署《关于促进云南电力发展的合作意向书》。2003年6月，华电集团与云南省方面签署了共同出资组建云南华电怒江水电开发有限公司的协议。2003年6月14日，云南华电怒江水电开发有限公司组建，7月10日正式注册。
2003年8月14日，国家发改委主持会议评审水电勘测设计单位完成的《怒江中下游流域水电规划报告》。在会议上，国家环境保护总局的官员基于该项目尚未通过环境影响评价而拒绝签字。8月16日，这位官员把电话打给中央人民广播电台记者、民间环保组织“绿家园”负责人汪永晨，汪永晨告诉了他云南河流专家何大明的联系方式。9月3日，国家环境保护总局在北京主持召开“怒江流域水电开发活动生态环境保护问题”专家座谈会，30多位专家、官员发表观点，何大明在会上对怒江建坝激烈抗议。
此后，云南省环保局于2003年9月29日、10月10日在昆明召开两次研讨会，与会专家对建坝表示支持。怒江州委书记解毅在9月29日的研讨会上，作了名为《中共怒江州委、州人民政府关于怒江开发与环境保护的意见》的报告。
2003年11月底，世界河流与人民反坝会议在泰国举行，中国民间环保非政府组织（NGO）绿家园、自然之友、绿岛、云南大众流域等参加。经中国民间环保NGO宣传，60多个国家的NGO以大会的名义联合为保护怒江签名，递交给联合国教科文组织。联合国教科文组织回信，称其“关注怒江”。2004年1月，中国社会科学院环境与发展中心等民间环保组织共同在北京召开“水电工程的经济、社会、生态环境影响”研讨会，随后出版书籍《科学发展观与江河开发》。2004年2月两会期间，“自然之友”创始人、全国政协委员梁从诫将反坝人士、国家林业局高级工程师沈孝辉的议案《保护天然大河怒江，停止水电梯级开发》和《关于分类规划江河流域，协调生态保护与经济开发的提案》提交。同月，来自北京和云南的20名新闻工作者、环保志愿者和专家学者赴怒江考察，并于3月在北京进行怒江摄影展。2004年2月18日，中华人民共和国国务院总理温家宝对国家发改委上报国务院的《怒江中下游水电规划报告》批示：“对这类引起社会高度关注，且有环保方面不同意见的大型水电工程，应慎重研究，科学决策。”2004年3月26日-29日，环保NGO北京地球村、自然之友、绿家园志愿者的四位代表在韩国济州岛参加第五届联合国公民社会论坛，联合国环境署执行主任、联合国副秘书长托普费尔看了怒江照片后写道：“多美的江啊！水一直是全世界人民最重要的需求。”随后，泰国的NGO就怒江问题联名写信递交给中华人民共和国驻泰国大使馆。泰国总理回信说：“相信中国是一个负责任的大国，不会因发展自己的经济而牺牲小国的利益”。
2005年初，云南方面邀请何祚庥、方舟子等人考察怒江。2005年4月8日，方舟子在云南大学演讲，谈反坝人士的伪科学。2011年1月底，国家能源局新能源与可再生能源司副司长史立山表示，怒江一定要开发（原话是“我个人认为怒江一定会开发”）。2月，地质专家徐道一、孙文鹏等前往怒江考察，并联名上书中央高层反对大规模开发怒江水电，认为“怒江水电梯级开发可能加大地质灾害风险”。
2016年1月，中共云南省委书记、省人大常委会主任李纪恒在政协云南省委员会会议上称，云南将停止一切怒江小水电开发，推动怒江大峡谷申报国家公园。5月，云南省人民政府批复同意设立怒江大峡谷国家公园和独龙江国家公园。

## 评论
《经济》2004年评论：“民间组织的活动和声音极大地影响了中央政府的决策，这在中国还是第一次。这是一个标志性的、甚至具有里程碑意义的事件。”“作为一支新生的社会力量，在保护怒江行动中，中国民间环保NGO表现出了让人钦佩的意志，展示了不容忽视的生命力，有理由相信，将来他们在中国社会中将有越来越大影响力。”